# Niddy Impekoven

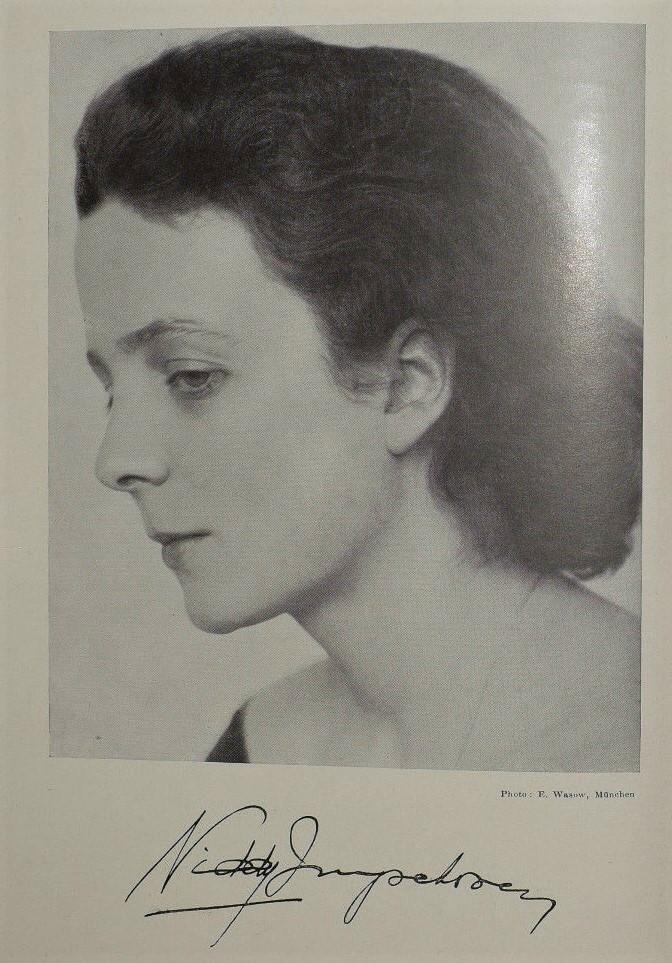
Niddy Impekoven, 1933

Luise „Niddy“ Impekoven (* 2. November 1904 in Berlin; † 20. November 2002 in Bad Ragaz) war eine deutsche Tänzerin und Schauspielerin.

## Biografie
Luise Impekoven, die schon als Kind Niddy genannt wurde, war die Tochter von Toni Impekoven, einem bekannten Schauspieler und Lustspieldichter, und Frieda Impekoven, geborene Kobler, und die Nichte von Sabine Impekoven. Sie begann als Fünfjährige mit ihrer tänzerischen Ausbildung bei der ehemaligen Solotänzerin am Königlichen Opernhaus in Berlin, Margarete Altmann, und trat schon 1910 im Rahmen einer Wohltätigkeitsveranstaltung in Berlin erstmals öffentlich auf. Von 1914 bis 1917 bildete sie sich in Frankfurt am Main – namentlich beim Solotänzer und späteren Ballettmeister an der städtischen Oper, Heinrich Kröller – weiter aus, danach in der Schule für klassische Gymnastik auf Schloss Bieberstein in der Rhön. 1918 zeigte sie in der Oper Unter den Linden in Berlin ihr erstes eigenes Programm, das sie mit ihrem Lehrer Heinrich Kröller einstudiert hatte. Hier wie auch später tanzte sie hauptsächlich zu klassischer Musik. Inspiriert wurde sie u. a. von Lotte Pritzel und von Erna Pinners künstlerischen Puppen zu ihren Puppentänzen und dem übermütigen Erna-Pinner-Puppentanz. Bekannt wurde auch ein grotesker, amüsanter Trampeltanz namens Münchner Kaffeewärmer (nach einer Komposition von Carl Englert und später bearbeitet von Curt Goldmann). Zahlreiche Tourneen bzw. Gastspiele führten sie bis 1934 durch ganz Europa. Nach Beendigung ihrer tänzerischen Karriere, wegen einer schweren Verletzung, lebte sie ab 1935 in Basel, wo sie 1946 eingebürgert wurde. Ihr Nachlass wird im Deutschen Tanzarchiv Köln bewahrt.
Sie ist im Film Wege zu Kraft und Schönheit und anderen Filmen zu sehen.
Sie heiratete 1923 den Chirurgen Hans Killian, die Ehe wurde 1929 geschieden.

## Werke
Ein Werkverzeichnis mit 51 Tänzen (1918–1929) findet sich in: Hans Frentz: Niddy Impekoven und ihre Tänze. 2. Auflage. Urban-Verlag, Freiburg (Breisgau) 1930, S. 62 f.

## Filmografie
- 1923: Die Pritzelpuppe
- 1924: Armes kleines Mädchen (mit Fritz Kortner nach Hans Christian Andersens Märchen Das kleine Mädchen mit den Schwefelhölzern).
- 1924/25: Wege zu Kraft und Schönheit

## Darstellungen in der Bildenden Kunst
Niddy Impekoven wurde in Gemälden, Zeichnungen, Druckgraphik und Porzellanfiguren abgebildet. 1922 wurde eine Art-déco-Figur von der Wiener Manufaktur Friedrich Goldscheider nach einem Entwurf von Josef Lorenzl produziert, die Niddy Impekoven in der Darstellung des Gefangenen Vogels zeigte. Diese Porzellanfigur, die in mehreren farbigen Fassungen existiert, wurde weltweit vertrieben und findet heute noch großen Anklang bei Sammlern von Art-déco-Keramik. Der jüdische Künstler Georg Ehrlich schuf eine Lithografie Tänzerin Niddy Impekoven, die 1937 in der Nazi-Aktion „Entartete Kunst“ aus der Städtischen Galerie Nürnberg beschlagnahmt und zerstört wurde.

## Auszeichnungen
- Ehrenmitglied der Deutschen Akademie des Tanzes

## Veröffentlichungen
- 16 Kupferdrucke nach Zeichnungen von Leo Impekoven. Mit einem Vorwort von Felix Hollaender. Reiss, Berlin 1920.
- Werdegang. Huhle, Dresden 1922.
- Die Geschichte eines Wunderkindes. Rotapfel-Verlag, Zürich 1955.